# NGC 1167
NGC 1167 este o galaxie LINER situată în constelația Perseu. A fost descoperită în 13 septembrie 1784 de către William Herschel. Se află la o distanță de 69,1 de megaparseci de Pământ.